# Lansac (Pirineos Orientales)
Lansac en francés y oficialmente, Lançac en occitano, es una pequeña localidad y comuna francesa, situada en el departamento de Pirineos Orientales, región de Occitania e histórica de Fenolleda.
Sus habitantes reciben el gentilicio de Lansacois en francés.

## Geografía

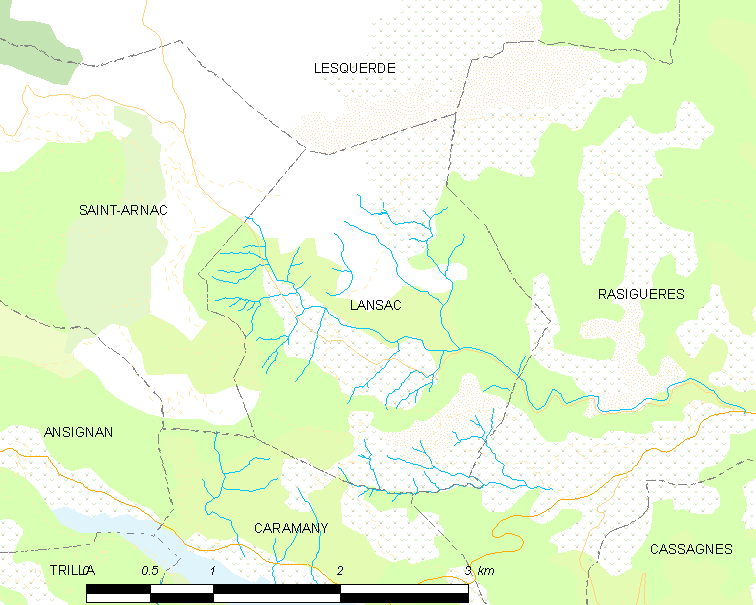
Situación de Lansac

## Demografía
| 95 | 117 | 86 | 80 | 79 | 76 |
| Para los censos de 1962 a 1999 la población legal corresponde a la población sin duplicidades (Fuente: INSEE [Consultar]) |     |    |    |    |    |